# シロハヤブサ
シロハヤブサ（白隼、Falco rusticolus）は、鳥綱ハヤブサ目ハヤブサ科ハヤブサ属に分類される鳥類。

## 分布
ユーラシア大陸北部、北アメリカに分布する。日本では、少数が冬鳥として北海道などに飛来する。

## 形態
全長オス51cm、メス55cm。翼開長オス115cm、メス125cm。ハヤブサ属最大種。翼の先端はとがっているが根元は幅広く、尾はハヤブサよりも少し長い。淡色型、中間型、暗色型があり、淡色型は全身が白く、和名の由来となっている。上面は黒いうろこ状の斑点があり、下面には黒く細い斑点がある。またこの黒い斑点が無いものもいる。 

## 生態
北極圏近くのツンドラやその周辺の森林、高山帯等に生息する。冬季には、海岸や原野など開けた環境に生息する。
食性は動物食で鳥類、哺乳類を捕食する。鳥類の場合、空中よりも地上や水面で捕らえることが多い。
5月頃、岩場やそのような場所にある他の鳥類の古巣を利用し、4-5卵を産む。抱卵期間は28-29日で、雛は孵化してから46-49日で巣立ちを終える。

## 人間との関係
鷹狩に用いられる。『契丹国史』の「女真東北与五国為鄰、五国之東接大海、出名鷹、自海東而来」との記述から海東青と呼んで、特に女真および後の満州族はこれを重用した。また、アイスランドの国鳥でもある。

## 画像

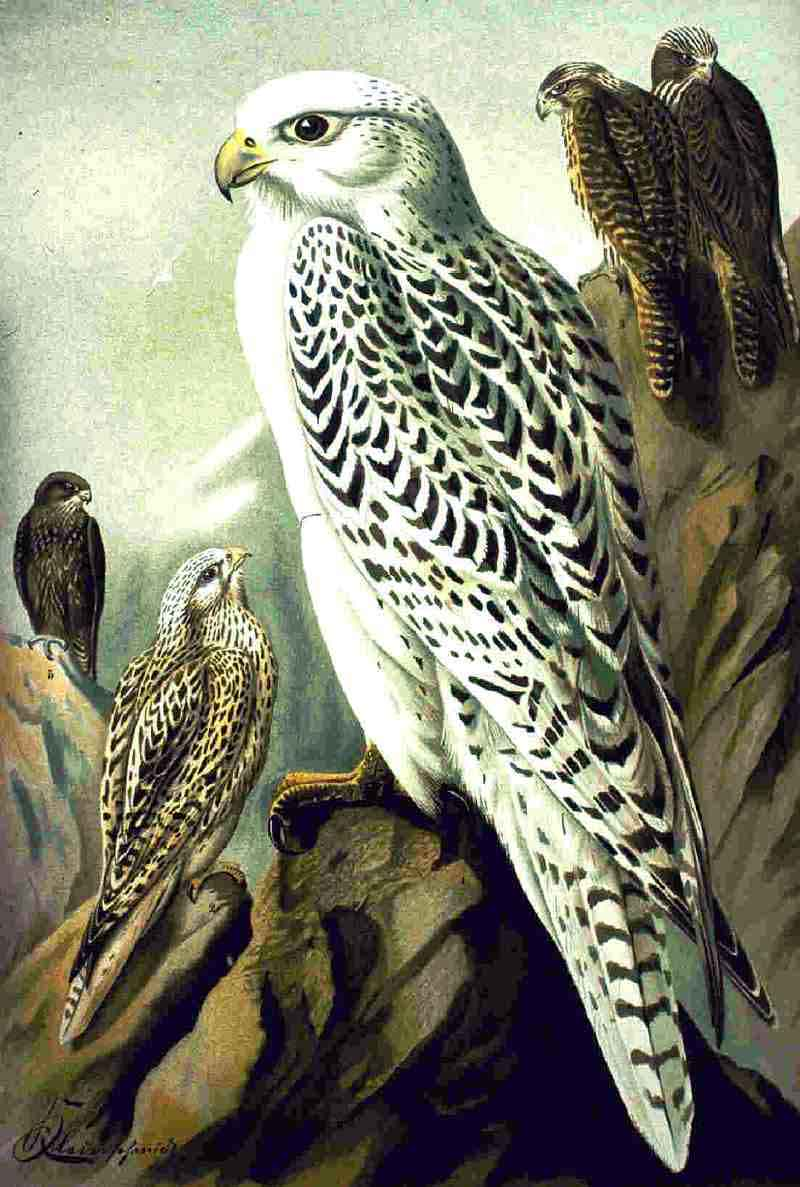
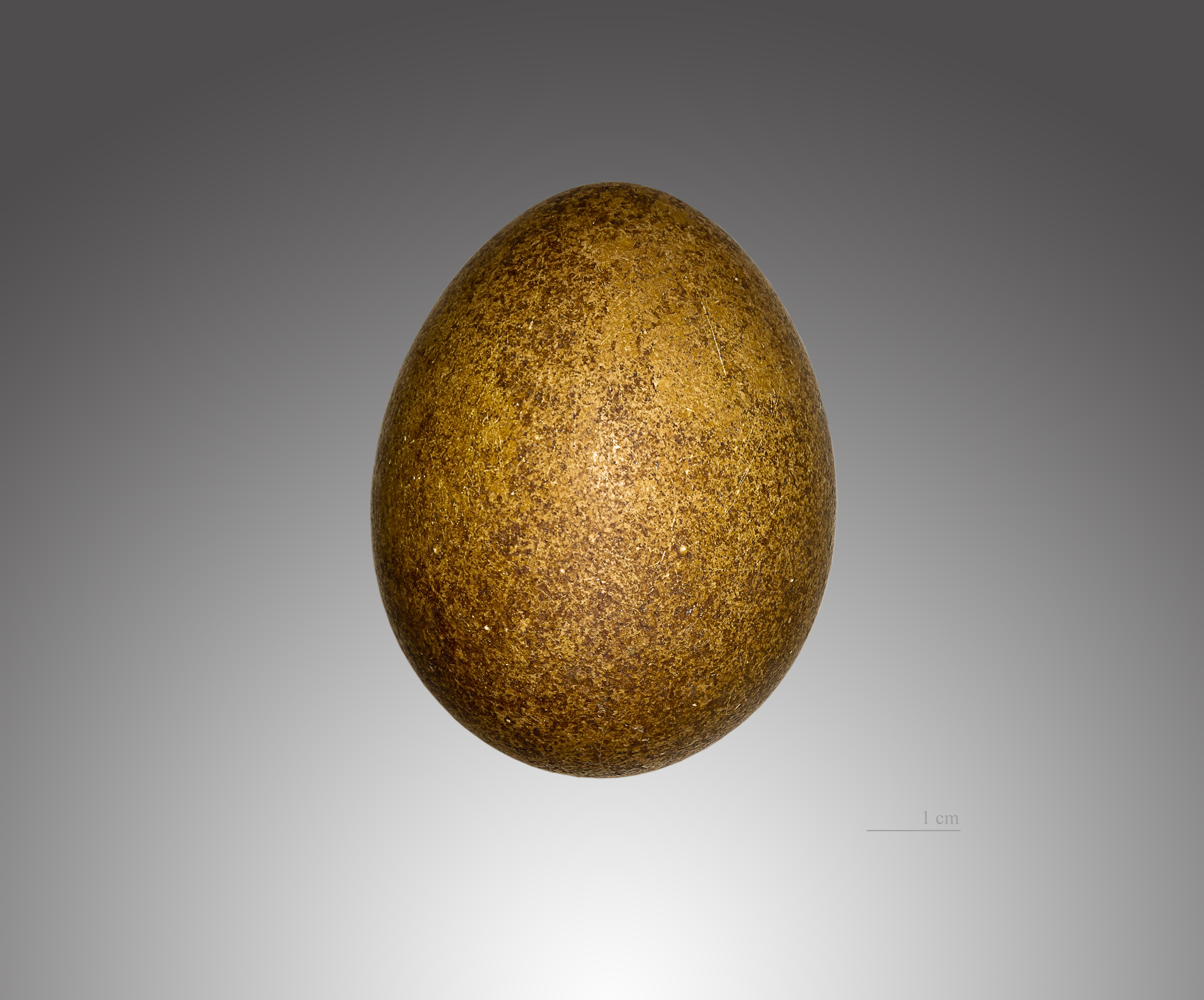